# 프랑크 퍼거슨
프랑크 퍼거슨(Frank Ferguson, 1899년 12월 25일 ~ 1978년 9월 12일)은 미국의 배우, 텔레비전 배우이다.

## 방송
- 페이톤 플레이스

## 영화
- 불타는 서부 - 77년 시리즈 (1977년)
- 도즈 캘로웨이스 (1965년)
- 리틀 빅혼 (1965년) - 알프레드 하우 테리 역
- 허쉬...허쉬, 스윗 샤롯 (1964년)
- 퀵 건 (1964년) - 댄 에반스 역
- 페이튼 플레이스 - TV 시리즈 (1964년)
- 포켓에 가득찬 행복 (1961년)
- 선라이즈 앳 캠포벨로 (1960년) - 닥터 베넷 역
- 보난자 (1959년)
- 서부의 사나이 (1958년)
- 페리 메이슨 (1957년)
- 콜트45 (1957년)
- 디스 콜드 비 더 나이트 (1957년)
- 샤이안 (1955년)
- 문프릿 (1955년)
- 심판 (1955년)
- 창공에 지다 (1955년)
- 애욕과 전장 (1955년)
- 영 앳 하트 (1954년)
- 슈퍼맨 - 54년작 4 (1954년)
- 쟈니기타 (1954년)
- 달려라 래시 (1954년)
- 블루 가디니아 (1953년)
- 소 디스 이즈 러브 (1953년)
- 소 빅 (1953년)
- 빅 리거 (1953년)
- 심해에서 온 괴물 (1953년)
- 오명의 목장 (1952년)
- 어둠 속에서 (1952년)
- 위닝 팀 (1952년)
- 백만달러 인어 (1952년)
- 해스 애니바디 신 마이 겔 (1952년)
- 분노의 강 (1952년)
- 일로프먼트 (1951년)
- 모델과 중매장이 (1951년)
- 웨스트 포인트 스토리 (1950년)
- 격노 (1950년)
- 론 레인저 - 49년 시리즈 (1949년)
- 그들은 밤에 산다 (1949년) - 범 역
- 포획 (1949년)
- 바클레이스 오브 브로드웨이 (1949년)
- 조용히 나를 따라와요 (1949년)
- 레이첼과 이방인 (1948년)
- 애보트와 코스텔로 2 (1948년) - 미스터 맥두걸 역
- 웰컴 스트레인저 (1947년)
- 버라이어티 걸 (1947년)
- 농부의 딸 (1947년)
- 스웰 가이 (1946년)
- 캐년 패시지 (1946년)
- 스릴 오브 어 로맨스 (1945년)
- 돌리 시스터스 (1945년)
- 브로드웨이 (1942년)
- 웨스트 포인트에서 온 열 명의 신사 (1942년)
- 백주의 탈출 (1942년)
- 라이프 비긴즈 포 앤디 하디 (1941년)
- 유윌 네버 겟 리치 (1941년)